# Yvonne Vera
Yvonne Vera (Bulawayo, Rhodèsia del Sud, 19 de setembre de 1964 - Toronto, 7 d'abril de 2005) va ser una escriptora zimbabuesa. El seu primer llibre publicat va ser una col·lecció de contes, Why Do not Carve Other Animals (1992), seguida de cinc novel·les: Nehanda (1993), Without a Name (1994), Under the Tongue (1996), Butterfly Burning (1998), i The Stone Virgins (2002). Les seves novel·les són conegudes per la prosa poètica, el tractament de temes difícils i complicats, i els seus personatges de dones fortes, i estan fermament arrelats en el difícil passat del país. Per aquests motius, ha estat àmpliament estudiada i apreciada per aquells que estudien literatura africana postcolonial.
Vera va néixer a Bulawayo, en la que aleshores era Rhodèsia del Sud. Als vuit anys va treballar com a recol·lectora de cotó en un camp prop de Hartley. Va assistir a l'escola secundària Mzilikazi i després va ensenyar literatura anglesa a l'escola secundària de Njube, totes dues a Bulawayo. El 1987 va viatjar al Canadà i es va casar amb John Jose, un canadenc que havia conegut a Njube. A la Universitat de York, a Toronto, va cursar la llicenciatura, màster i doctorat en literatura anglesa. El 1995 va tornar a Zimbàbue i el 1997 va esdevenir directora de la Galeria Nacional de Zimbàbue a Bulawayo, una galeria que mostrava el talent local, des d'artistes professionals a escolars. Va dimitir el maig de 2003 per la retirada del finançament del govern, un èxode dels artistes locals i una disminució dels visitants. El 2004 Vera va tornar al Canadà, on va morir el 7 d'abril de 2005 d'una meningitis relacionada amb la SIDA.
Mentre estava a la universitat, Vera va presentar un relat a una revista de Toronto: l'editorial va demanar-li més. La col·lecció de contes curts, Why Do not You Carve Other Animals, va ser publicada el 1992. Vera escrivia obsessivament, sovint durant 10 hores al dia, i descrivia el temps en què no escrivia com un període de dejuni. La seva obra era apassionada i lírica; va tractar amb sensibilitat i valentia temes com la violació, l'incest i l'infanticidi, i la desigualtat de gènere a Zimbàbue abans i després de la guerra d'independència del país. També utilitzava la tradició oral xona per transmetre el missatge de resistència davant la dominació blanca a través d'autors com Wilson Katiyo, Chenjerai Hove o Charles Mungoshi. Tot seguit van ser publicades cinc novel·les seves: Nehanda (1993), preseleccionada per al Premi d'Escriptors de la Commonwealth, Without a Name (1994), guardonada amb el Premi d'Escriptors de la Commonwealth per a l'Àfrica i el Premi Literari de l'Editorial de Zimbàbue, Under the Tongue (1996), Papallona encesa (en anglès original Butterfly Burning; 1998), guardonada amb un premi literari alemany el 2002, el LiBeraturpreis, i The Stone Virgins (2002), guardonada amb el Premi Macmillan per a l'Àfrica, i el 2004 va rebre el premi Tucholsky del PEN suec «per un corpus d'obres que tracten temes tabús». En el moment de la seva mort estava treballant en una nova novel·la, Obedience. Els seus treballs han estat publicats a Zimbabwe, Canadà i diversos altres països, incloent traduccions al català, el castellà, l'italià i el suec. Vera també va editar diverses antologies d'escriptores africanes, com Opening Spaces: an Anthology of Contemporary African Women's Writing (Heinemann African Writers Series, 1999).